# Calcitriol
Le calcitriol (DCI), également appelé 1,25-dihydroxycholécalciférol ou 1,25-dihydroxyvitamine D, est la forme hormonalement active de la vitamine D, porteuse de trois groupes hydroxyle (abrégé simplement en 1,25(OH)2D).

## Description
Il augmente la concentration sanguine en ions phosphate et Ca2+ par trois actions simultanées, de concert avec la parathormone :
- en stimulant l'absorption de ces ions par le système digestif,
- en limitant l'élimination de ions calcium par les urines à travers les reins (réabsorption par les tubules du néphron),
- et en libérant du calcium des os dans le sang (maintien du taux de calcium sanguin) en agissant sur les ostéoblastes qui sécrètent des IL-1 activant les ostéoclastes, favorisant le turn-over osseux et la minéralisation osseuse[6].

L'intensité de ces effets est modulée par l'interaction de cette molécule avec le récepteur de la vitamine D. En effet, le  complexe hormone-récepteur migre vers le noyau cellulaire pour activer ou inhiber des gènes.  
Il est produit par le rein au niveau du tube contourné proximal des néphrons, à partir du calcidiol.

## Biosynthèse du calcitriol
À partir du cholestérol, il y a formation du 7-déshydrocholestérol via la cholestérol déshydrogénase qui sera transporté vers la peau. Sous l'effet du rayonnement UV, le noyau bêta du 7-déshydrocholestérol est ouvert pour donner un composé qui s'isomérise spontanément en vitamine D3. Dans le foie, la vitamine D3 sera hydroxylée en position 25 ensuite, dans le rein, elle subira une autre hydroxylation en position 1.